# Giant Sparrow
Giant Sparrow è una casa di sviluppo indipendente di videogiochi con sede a Santa Monica in California creata dal direttore creativo Ian Dallas.

## Videogiochi
- The Unfinished Swan (2012)[2]
- What Remains of Edith Finch (2017)[3]